# Liquan
Liquan (en chino, 礼泉; pinyin, Lǐquán) es un condado  bajo la administración directa de la Prefectura Xianyang en la Provincia de Shaanxi, República Popular China.  Su área es de 1010 km² y su población total para 2010 superó los 447 mil habitantes.

## Administración
Desde julio de 2020, el  Condado Liquan se divide en 12 pueblos que se administran en 1 subdistrito y 12  poblados.

## Toponimia
El topónimo Liquan [/Li-Chúan/] significa 'manantial de vino'. 
El tratado geográfico del siglo X Taiping Huanyu Ji del erudito chino Yue Shi 樂史 (930-1007) registra: a 30 lis. al este del condado actual, se construyó un palacio durante el reinado del emperador Xuan de la dinastía Han, había un manantial que fluía al lado del palacio, que sabía a vino dulce, por eso se llamó Liquan (醴泉). 
El 9 de septiembre de 1964, el sinograma  Li (醴) fue cambiado por uno de menos trazos, pero con el mismo sonido Li (礼).